# Koptische Markuskirche (Wien)

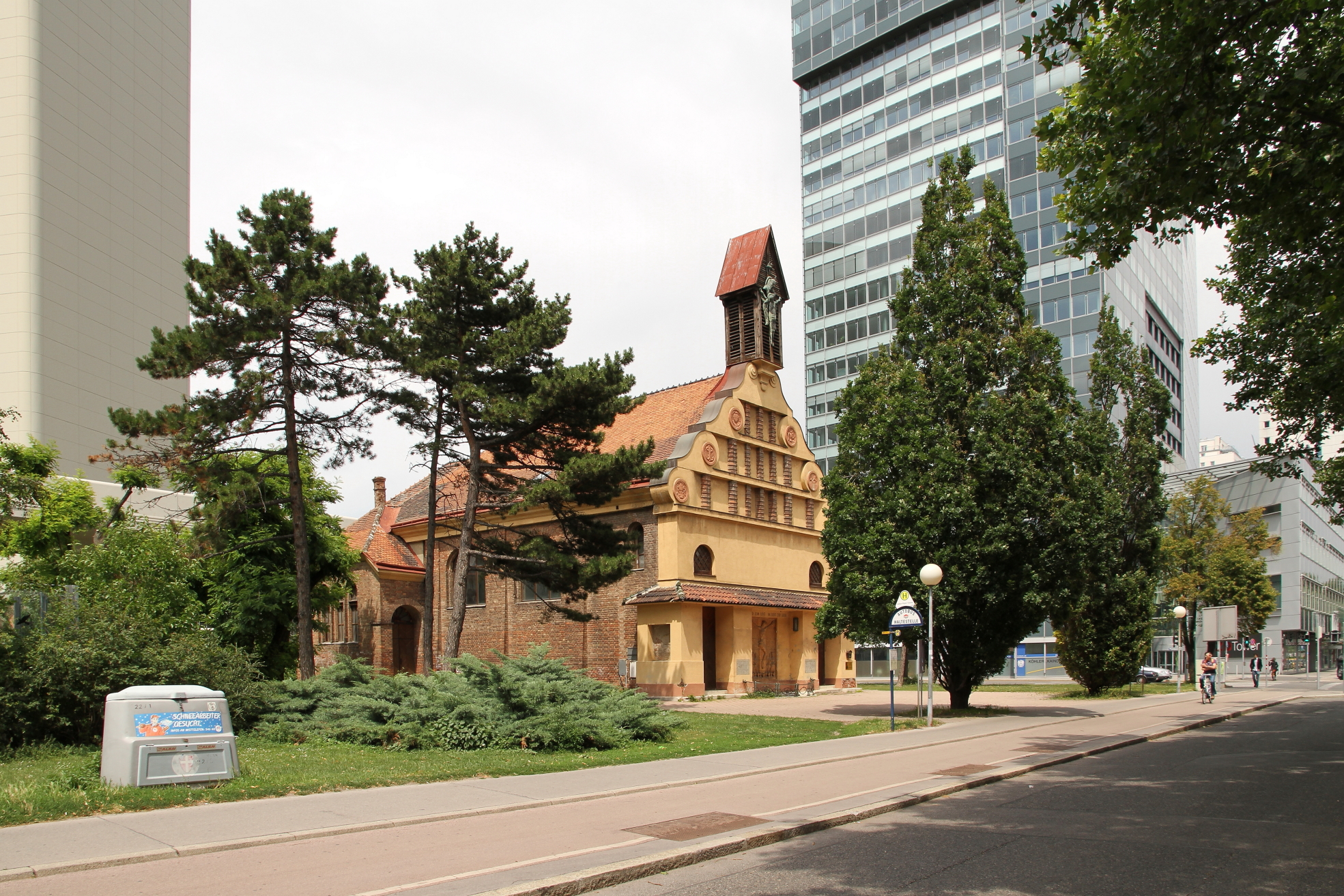
Die Sankt-Markus-Kirche in Wien

Die Koptische Markuskirche ist die älteste Kirche der Kopten in Wien. Bis zur Errichtung der Koptischen Kirche der heiligen Jungfrau von Zeitoun im Jahre 2004 war sie das einzige Gotteshaus dieser christlichen Gemeinschaft in der Bundeshauptstadt. Sie ist in der Bevölkerung hauptsächlich unter dem Namen Russenkirche bekannt. Sie befindet sich in der Wagramer Straße im Bezirksteil Kaisermühlen des 22. Wiener Gemeindebezirkes Donaustadt.

## Geschichte
Das Kirchengebäude wurde während des Ersten Weltkrieges nach Plänen des Architekten Hans Prutscher 1917 unter Zuhilfenahme von russischen Kriegsgefangenen als katholische Notkirche errichtet. Diesem Umstand, und auch der Anleihen an nordosteuropäischen Stilformen wegen, wurde die Kirche im Volksmund stets Russenkirche genannt. Ihre Einweihung als Christkönigskirche erfolgte 1922. Sie wurde als Filialkirche der Pfarre Kaisermühlen inkorporiert.
Nachdem in den 1970er Jahren unmittelbar hinter der Kirche die UNO-City errichtet worden war, wurde sie von der Katholischen Kirche den dort tätigen UNO-Beamten anderer Konfessionen für deren Gottesdienste zur Verfügung gestellt. Seit dieser Zeit fanden daher regelmäßig sowohl evangelische als auch koptische Gottesdienste statt. Das Kircheninnere wurde so adaptiert, dass auch die Kopten ihre Gottesdienste abhalten konnten, bei denen der Altar für das Kirchenvolk nicht sichtbar sein darf.
Das Anwachsen der koptischen Gemeinde brachte es mit sich, dass diese die Hauptnutzerin des Gebäudes wurde. Ende der 1990er Jahre bestand die Koptische Kirche in Wien bereits aus rund 5000 Gliedern, weswegen ein eigenes neues Kirchengebäude geplant wurde, die Kirche der heiligen Jungfrau von Zeitoun in der Donaustadt. Gleichzeitig wurde ein eigenes koptisches Bistum für Österreich geschaffen. Dabei wurde die neue Kirche 2004 zur Bischofskirche gemacht. Um den gestiegenen Anforderungen der Gemeinschaft im Bereich der Seelsorge nachkommen zu können, die sich auch daraus ergaben, dass die Koptische Kirche 2003 in Österreich staatlich anerkannt worden war, wurde die Russenkirche nicht durch die neue Kirche ersetzt, sondern blieb als zweites Gotteshaus der Kopten in Wien bestehen. Dazu wurde die Kirche von der Katholischen Kirche der Koptisch-Orthodoxen Kirche in deren Eigentum übergeben und von dieser dem hl. Evangelisten Markus geweiht. Denn nach der Tradition hat dieser die ägyptische Kirche gegründet; und als dessen Nachfolger betrachtet sich der koptische Papst. Nach der Übergabe an die Kopten wurde das Kircheninnere nach deren gottesdienstlichen Erfordernissen umgestaltet.
Am 26. Mai 2013 kam der koptische Papst Tawadros II., der 118. Nachfolger des St. Markus-Sitzes nach Österreich und weihte die Kirche und die Ikone mit dem Myron-Öl.

## Baubeschreibung
Es handelt sich um eine freistehende Saalkirche in Sichtziegelbauweise, deren Eingangsfront eine Putzfassade mit Reliefmedaillons aufweist. Darüber erhebt sich ein Giebelreiter mit Kruzifix. Die Gestaltung der Kirche ist stilistisch dem Heimatstil zuzuordnen, der von nordosteuropäischen Stilelementen inspiriert ist.

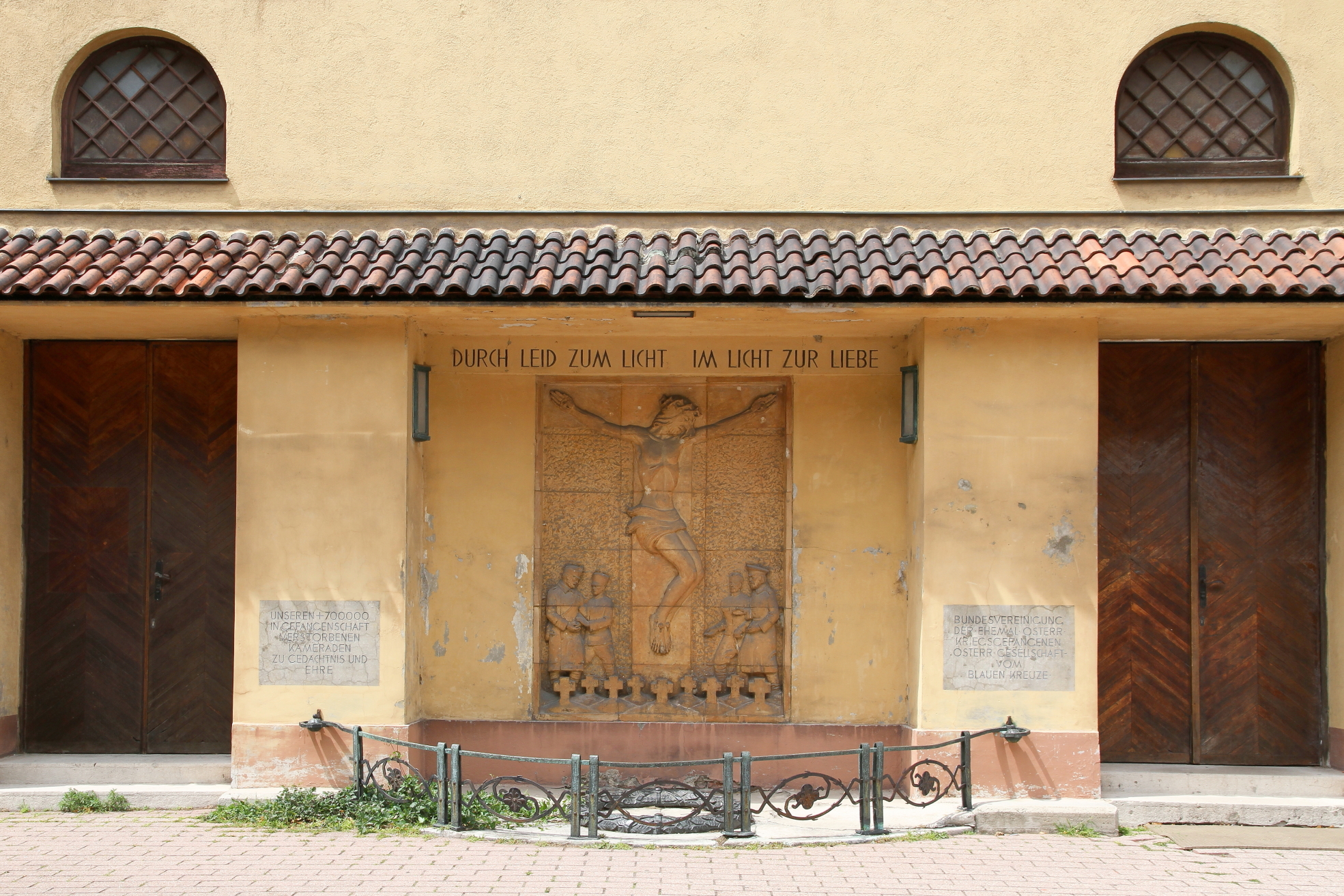
Eingangstore mit dem Majolikarelief dazwischen

Zwischen den beiden Eingangstoren befindet sich ein großes Majolikarelief des Gekreuzigten mit Soldaten, das dem Gedächtnis an die Gefallenen des Ersten Weltkrieges dienen soll. Der Entwurf hierzu stammt vom Architekten Otto Prutscher und wurde 1933 vom Bildhauer A. Fleischmann geschaffen. Über den Toren und dem Relief befindet sich ein Vordach mit Wasserspeiern aus glasiertem Ton.